# San Frumenzio ai Prati Fiscali
San Frumenzio ai Prati Fiscali (lateinisch: Sancti Frumentii ad Prata Fiscalia) ist eine römische Titelkirche.

## Überblick
Die Pfarrgemeinde wurde am 18. März 1968 mit dem Dekret Quotidianis curis durch Kardinalvikar Angelo Dell’Acqua gegründet. Die Kirche wurde Anfang der 1980er Jahre nach einem Entwurf des Architekten Eugenio Abruzzini gebaut und am 30. September 1984 eingeweiht. Am 28. Juni 1988 folgte die Erhebung zur Titelkirche der römisch-katholischen Kirche durch Papst Johannes Paul II.
Namenspatron ist der heilige Frumentius, Apostel von Äthiopien, erster Bischof von Axum und Gründer der Äthiopischen Kirche.
Die moderne, halbkreisförmige Kirche ist in drei Bereiche strukturiert: ein absteigender Eingangsbereich, ein Bereich mit Sitzplätzen und einen Altarraum. In der Apsis sind sieben Symbole dargestellt, die die Deësis bilden. Alle Arbeiten der slawisch-byzantinischen Kunst wurden von Luciana Siotto geschaffen. Der Kreuzweg wurde von dem Franziskanerpater Andrea Martini erstellt.
Die Kongregation der Suore missionarie della Consolata konnte die zur Pfarrei gehörende Kapelle  Santa Maria Consolata pro bono nutzen.
Die Kirche befindet sich in der Via Cavriglia 8 im römischen Quartier Nuovo Salario.

## Kardinalpriester
- Alexandre José Maria dos Santos OFM, 1988–2021
- Robert Walter McElroy, seit 2022